# Trichacis proximata
Trichacis acarinata (лат.) — вид наездников рода Trichacis из подсемейства Platygastrinae (Platygastridae). Эндемик Коста-Рики (Центральная Америка).

## Описание
Наездники мелкого размера. Длина тела около 2 мм. Основная окраска тела чёрная и блестящая; усиковые сегменты А1–А6 жёлтые; темно-коричневые А7–А10; мандибулы чёрные с коричневой вершиной; передние ноги жёлтые; середина ноги коричневая, за исключением темно-коричневых пятен медиально на бедре и на вершине голени; задняя нога с верхушечными 2/3 бедра, голени и лапки двуцветные, темно-коричневые и чёрные, в остальном коричневые; передние тазики коричневые; задние тазики темно-коричневые; переднее крыло затемнено, за исключением области основания и края. Нижнечелюстные щупики 2-члениковые, нижнегубные щупики состоят из 1 сегмента. Формула голенных вершинных шпор 1-2-2. Лоб гладкий, на вершине мезоскутеллюма есть специализированная область с пучком волосков. Предполагается, что все представители рода Trichacis являются койнобионтными эндопаразитоидами личинок двукрылых галлиц (Diptera, Cecidomyiidae).

## Классификация и этимология
Вид был впервые описан в 2012 году энтомологами Таней Миленой Ариас-Пенной (Universidad Nacional de Colombia, Богота, Колумбия) и Любомиром Маснером (Agriculture and Agri-Food Canada, Оттава, Канада) по типовому материалу из Коста-Рики (Центральная Америка) и включён в состав рода Trichacis из подсемейства Platygastrinae (семейство Platygastridae). Название вида связано с близкой позицией задних оцеллий относительно гиперзатылочного киля.